# Uzovská Panica
Uzovská Panica (węg. Uzapanyit) – wieś (obec) na Słowacji położona w kraju bańskobystrzyckim, w powiecie Rymawska Sobota. Pierwsze wzmianki o miejscowości pochodzą z roku 1427. 
Według danych z dnia 31 grudnia 2012, wieś zamieszkiwały 743 osoby, w tym 374 kobiety i 369 mężczyzn.
W 2001 roku rozkład populacji względem narodowości i przynależności etnicznej wyglądał następująco:
- Słowacy – 21,5%
- Czesi – 0,59%
- Romowie – 13,11%
- Ukraińcy – 0,15%
- Węgrzy – 63,62%

Ze względu na wyznawaną religię struktura mieszkańców kształtowała się w 2001 roku następująco:
- Katolicy rzymscy – 55,52%
- Ewangelicy – 1,47%
- Prawosławni – 0,15%
- Ateiści – 18,56%
- Przedstawiciele innych wyznań – 0,59%
- Nie podano – 1,91%